# 마리나 리트비노비치

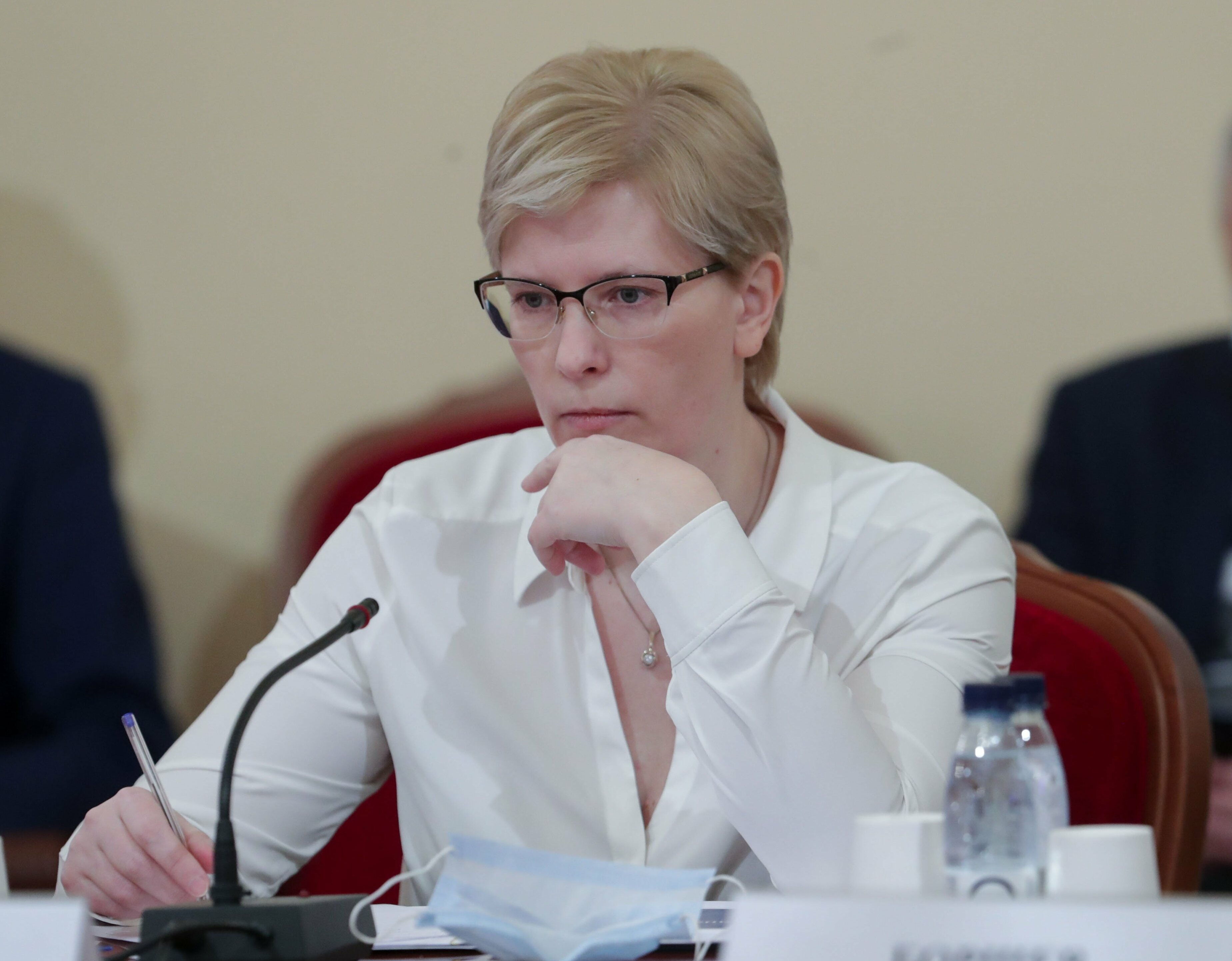
마리나 리트비노비치, 2022년 1월 22일

마리나 알렉세예브나 리트비노비치(러시아어: Марина Алексеевна Литвинович, 1974년 9월 19일 ~)는 러시아 야권 운동가이자 정치인이다.

## 삶
리트비노비치는 1996년, 정계에 입문했다. 1990년대 후반에 그는 당시 부총리였던 보리스 넴초프를 위한 러시아 최초의 정치 웹사이트를 만들었다. 넴초프는 훗날 2015년, 모스크바에서 총에 맞아 사망할 때까지 블라디미르 푸틴 정권에 맞서는 대표적인 정적으로 자리매김했다. 리트비노비치 자신은 2년 동안 푸틴을 위해 일하면서 2000년 러시아 대통령 선거에서 푸틴의 선거 운동을 도왔다.
저는 러시아에서 처음으로 온라인 대통령 회의를 열었고, 그 전에 우리는 푸틴에게 인터넷을 어떻게 사용하는지 가르쳤습니다.

리트비노비치는 2003년부터 공직 출마를 고려했지만, 계속해서 다른 사람들의 선거 운동을 지원하는 정치 컨설턴트로 일했다. 그는 러시아의 가장 부유한 재벌인 미하일 호도르콥스키의 컨설턴트였다. 미하일 호도르콥스키는 크렘린과 마찰로 10년 동안 감옥 생활을 했다. 리트비노비치는 그녀는 나중에 통합 시민 전선의 대변인으로 활동하면서 야당 정치인 가리 카스파로프의 조수로 일했다. 2007년 4월, 리트비노비치는 러시아 국가 안보 기관인 러시아 연방보안국의 카스파로프 심문과 관련해 다음과 같이 항의하였다.
러시아 연방보안국은 현 러시아 지도부를 향한 불만을 극단주의와 동일시하고 있습니다. [...] 푸틴에 반대하는 구호를 외치면 극단주의자로 낙인찍히고 있습니다.

2007년 7월, 리트비노비치는 정신과 진료소에 강제 수용되었던 야권 운동가 라리사 아라프의 사례를 강조했다. 2007년 11월, 리트비노비치는 카스파로프가 시위를 주도하려다 경찰에게 구타를 당했다고 전했다. 2007년 12월, 리트비노비치는 카스파로프의 지지자들이 대통령 지명 모임을 목적으로 홀을 임대할 수 없었기에 카스파로프가 대통령 선거에 출마하지 않을 것이라고 발표했다.
2019년부터 2021년까지 리트비노비치는 러시아 교도소 수감자의 상태를 모니터링하는 감시 단체인 모스크바 공공 모니터링 위원회(ONK)에서 재직하였다. 2021년 3월, 리트비노비치는 수감된 야권 정치인 알렉세이 나발니가 이끄는 반부패 재단의 변호사 류보프 소볼에 대한 조사와 관련된 정보를 공개했다는 이유로 ONK에서 배제되었다. 리트비노비치는 레포르토보 감옥에 구금된 사람들을 위해 행한 자신의 행동 때문에 해당 조치가 내려졌다고 주장하면서 이러한 주장에 이의를 제기했다.
2021년, 리트비노비치는 러시아 의회 선거에서 국가두마 후보로 출마했다.
저는 우리가 끝까지 싸워야 한다고 믿습니다. [...] 그리고 제가 그것을 하지 않는다면, 누가 할 것입니까? 거의 아무도 남지 않았습니다.

2022년 2월 24일, 러시아가 우크라이나를 침공하자 리트비노비치는 러시아 전역에서 반전 시위를 촉구했다. 러시아 경찰은 집을 나서던 리트비노비치를 구금하였다.